# Wieża ciśnień Na Grobli
Wieża ciśnień przy ul. Na Grobli – wieża ciśnień o wysokości całkowitej 40 m, zlokalizowana we Wrocławiu, będąca jednym z najstarszych obiektów technicznej infrastruktury miasta. Wieża powstała jako kluczowy element projektu Johna Moore'a zaopatrzenia 200 tysięcy mieszkańców w wodę, skorygowana i ubrana w historyzującą szatę przez miejskiego radcę budowlanego (architekta miejskiego) Johanna Christiana Zimmermanna.
Wybudowana w latach 1866-1871 kosztem 3 mln marek, uruchomiona 1 sierpnia 1871, ze stalowym nitowanym zbiornikiem wieżowym w środku oraz maszynownią. W 1902 dobudowano drugi zbiornik, żelbetowy, i łączna ich pojemność wynosiła wówczas 4150 m³. W maszynowni od 1879 pracowały najpierw agregaty pompowo-parowe systemu Woolfa wykonane we wrocławskim Ruffer G. H., Maschinen-Bauanstalt według projektu inż. Thometzka, a potem ich rolę przejęła w 1924 turbina parowa systemu Zoelly. Do dziś zachowała się w wieży najstarsza z suwnic, jeszcze z 1871 roku.
Urządzenia te pracowały aż do wyłączenia zbiorników z eksploatacji w latach 60. XX w. Obecnie obiekty te, wciąż nie zdemontowane, wraz z licznymi XIX-wiecznymi detalami architektonicznymi (np. najwyższe w Polsce, bogato dekorowane, spiralne schody żeliwne) dokumentują historię światowej techniki.
W latach 90. XX w. powstał pomysł urządzenia tutaj Otwartego Muzeum Techniki, ale inicjatywa nie powiodła się. Od kwietnia 2000 do 2005, należąca wciąż do Miejskiego Przedsiębiorstwa Wodociągów i Kanalizacji (MPWiK), była wykorzystywana przez teatralną Grupę Artystyczną "Ad Spectatores" Pod Wezwaniem Calderóna, która wystawiała tam swoje spektakle.